# Santa Helena de Claret
Santa Helena de Claret, és una capella d'època romànica situada en el poble de Claret, al terme municipal de Tremp (Pallars Jussà).
Està situada uns 200 metres al nord del poble, en el cim d'un turó, que la fa destacar en el paisatge. La falta de documentació sobre aquesta església fa que, per la seva fàbrica, s'hagi de catalogar com una obra romànica, però per l'advocació ha de ser forçosament tardana. Deu ser una obra del segle xiii.
És d'una sola nau, sense absis diferenciat, cobert amb volta de canó de perfil apuntat. L'aparell és irregular, i tota l'obra palesa un edifici rústec i tardà.